# Anna Maria Pecanins i Aleix
Anna Maria Pecanins y Aleix (Barcelona, 21 de julio de 1930-Ciudad de México, 8 de diciembre de 2009) fue una pintora y galerista de arte mexicana de origen catalán.

## Biografía
Era hija de la pintora Montserrat Aleix y hermana de las galeristas de arte María Teresa (1930-2009) y Montserrat (1936), conocidas popularmente en México como Las Pecas. Con su hermana María Teresa estudió en la Escuela Massana de Barcelona, donde fueron discípulas de Miquel Soldevila y Valls. En 1950 se marchó con su familia a México, por razones de trabajo de su padre, Jesús Pecanins y Fàbregas. Trabajó un tiempo cono encargada en la Galería Tussó, propiedad de su hermana Teresa, hasta que el 1951 se casó y marchó a los Estados Unidos con su marido. El 1961 volvió a México, y en 1964 fundó con sus hermanas la Galería Pecanins, primero en un inmueble de la colonia Juárez, desde 1966 en la Zona Rosa, con la idea de apoyar las propuestas de artistas entonces emergentes como Francisco Corzas, Arnold Belkin, Arnaldo Coen, Philip Bragar, Fernando García Ponce, Leonel Góngora, José Muñoz Medina y Maxwell Gordon.
De 1972 a 1976 abrió junto a sus hermanas una sucursal de la Galería Pecanins en la calle de la Llibreteria de Barcelona, con el fin de dar a conocer artistas de México en Barcelona y artistas de Cataluña en México,  siendo frecuentada por artistas y  escritores latinoamericanos establecidos en la ciudad como Gabriel García Márquez, Mario Vargas Llosa, José Donoso y Carlos Fuentes. 
En 1992 organizó con sus hermanas en el Palau Robert de Barcelona la exposición A México: homenaje de Cataluña a México y el 2008 la exposición Pintores catalanes en México, en el Centro Cultural Español de Ciudad de México, donde se  expusieron obras de Josep Guinovart, Antoni Tàpies, Joan Miró, Daniel Argimon y Granell, Joan Hernández Pijoan, Josep Bartolí y Guiu, Antoni Peyri y Maciá, Jordi Bodó, Alberto Gironella y Arcadi Artís y Espriu.
Anna Maria Pecanins murió en un accidente de coche el 8 de diciembre de 2009, unos meses después de la muerte de su hermana gemela María Teresa, fallecida debido a una parada respiratoria provocada por un enfisema pulmonar. Un año más tarde cerraría la Galería Pecanins.